# Friederike Elisabeth von Sachsen-Eisenach

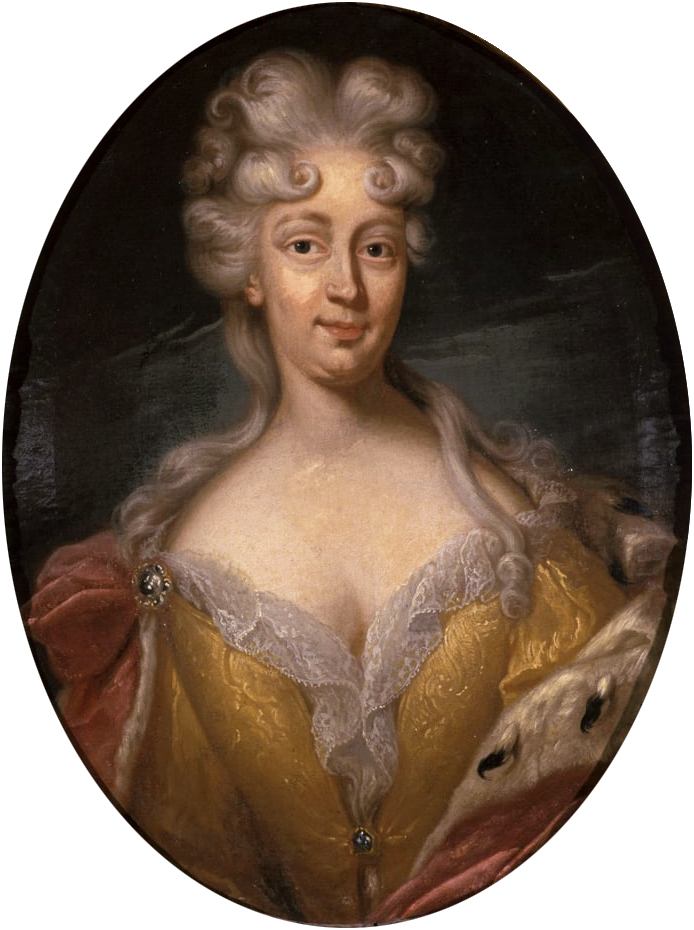
Friederike Elisabeth von Sachsen-Eisenach

Friederike Elisabeth von Sachsen-Eisenach (* 5. Mai 1669 in Altenkirchen; † 12. November 1730 in Langensalza) war Prinzessin von Sachsen-Eisenach aus dem Hause der ernestinischen Wettiner und durch Heirat Herzogin des kursächsischen Sekundogeniturfürstentums Sachsen-Weißenfels-Querfurt.

## Familie
Friederike Elisabeth war die dritte Tochter des Herzogs Johann Georg I. von Sachsen-Eisenach und dessen Gemahlin Johanetta von Sayn-Wittgenstein-Sayn, Tochter des Grafen Ernst von Sayn-Wittgenstein-Sayn.

## Leben
Die ernestinischen Herzöge von Sachsen-Eisenach, die schon seit längerem sehr gute Beziehungen zu den Albertinern führten, bemühten sich, diese auch durch weitere dynastische Verbindungen zu festigen. So vermählte Friederike Elisabeths älterer Bruder Johann Georg II., der 1686 die Nachfolge seines Vaters als Herzog angetreten hatte, beider älteste Schwester, die Prinzessin Eleonore Erdmuthe Luise nach dem Tod ihres ersten Gemahls, des Markgrafen Johann Friedrich von Brandenburg-Ansbach mit dem sächsischen Kurfürsten Johann Georg IV.
Beide starben jedoch bereits 1694 bzw. 1696 und da der folgende sächsische Kurfürst Friedrich August I. bereits vermählt war, musste die Bindung mit den Albertinern anderweitig gefestigt werden.
Hierzu griff Herzog Johann Georg auf seine jüngere Schwester Friederike Elisabeth zurück, die er zehn Monate vor seinem Tod mit seinem Namensvetter, dem Oberhaupt einer albertinischen Nebenlinie, dem Herzog Johann Georg von Sachsen-Weißenfels vermählte. Im Gegenzug heiratete die Schwester Johann Georgs von Weißenfels, die Prinzessin Magdalena Sibylla 1708 den Herzog Johann Wilhelm von Sachsen-Eisenach, den Bruder von Friederike Elisabeth und Johann Georg II.
Friedrike Elisabeth bescherte der Reformpolitik ihres Gemahls im Querfurt-Weißenfelsischen Zwergstaat erhebliche soziale Impulse. So wirkte sie auf den Erlass einer Almosenordnung im Jahre 1700 hin und gründete an ihrem Geburtstag 1710 ein Waisenhaus in Langendorf, das sie anschließend weiter materiell unterstützte.
Besonders hingezogen war Friedrike Elisabeth zur barocken Gartenbaukunst. Ihr Ehemann machte ihr mehrere solcher entsprechend ausgestalteten Anlagen zum Geschenk, so die so genannte Eremitage zwischen Weißenfels und Langendorf, Klein-Friedenthal – ein Gartenpalais mit weiträumiger Anlage, einen Tiergarten am Jagdschloss Neuenburg und der Garten an der Leißlinger Wiese.
Johann Georg neigte jedoch auch zu großer höfischer Prachtentfaltung, in deren Rahmen er 1710 für Friederike Elisabeth eigens den kostspieligen Bau eines kleinen Flusshafens in Weißenfels veranlassen ließ. Mit einer kleinen Flottille aus 15 Schiffen wurden Vergnügungsfahrten auf der Saale veranstaltet.
Nach dem Tod ihres Gatten und dem Regierungsantritt ihres Schwagers Christian im Jahr 1712 wurde ihr das, bereits 1695 für sie erweiterte, Schloss Dryburg in Langensalza als Wittum zugewiesen, in dessen Nähe sie zunächst einen fürstlichen Lustgarten anlegen ließ, bevor sie es 1717 endgültig bezog und auch bis zu ihrem Tod 1730 bewohnte. Im Folgenden lässt sie zahlreiche bauliche Änderungen in Schloss und Stadt durchführen.
Sie wurde in einem Zinnprunksarg in der Schlosskirche von Neu-Augustusburg beigesetzt. Da der Leichnam vor seinem langen Transport nach Weißenfels zunächst einbalsamiert werden musste, wurden die entnommenen Eingeweide getrennt in einer Urne in der Schlosskirche bestattet.
Da ihre Ehe keinen überlebenden männlichen Nachfolger für die Sekundogenitur hervorbrachte – ihr einziger Sohn Erbprinz Johann Georg erreichte nicht einmal das erste Lebensjahr –, ließ dies das Ende der Linie unausweichlich werden, da auch die folgenden zwei Herzöge keine Erben hinterließen.

## Ehe und Nachkommen
Ihre einzige Ehe schloss sie am 7. Januar 1698 in Jena mit Johann Georg, Herzog von Sachsen-Weißenfels, dem Sohn Johann Adolfs I., Herzog von Sachsen-Weißenfels aus dessen Ehe mit Johanna Magdalena von Sachsen-Altenburg.
Mit ihrem Gemahl hatte sie folgende Kinder:
- Friederike Elisabeth (* 4. August 1701 in Weißenfels; † 28. Februar 1706 in Weißenfels), Prinzessin von Sachsen-Weißenfels
- Johann Georg (* 20. Oktober 1702 in Weißenfels; † 5. März 1703 in Weißenfels), Erbprinz von Sachsen-Weißenfels
- Johannetta Wilhelmine (* 31. Mai 1704 in Weißenfels; † 9. Juli 1704 in Weißenfels), Prinzessin von Sachsen-Weißenfels
- Johannetta Amalia (* 8. September 1705 in Weißenfels; † 7. Februar 1706 in Weißenfels), Prinzessin von Sachsen-Weißenfels
- Johanna Magdalena (* 17. März 1708 in Weißenfels; † 25. Januar 1760 in Leipzig), Prinzessin von Sachsen-Weißenfels ⚭ Ferdinand Kettler, Herzog von Kurland und Semgallen
- Friederike Amalia (* 1. März 1712 in Weißenfels; † 31. Januar 1714 in Weißenfels), Prinzessin von Sachsen-Weißenfels